# Una piccola stella
Una piccola stella (titolo originale Lilla stjärna) è un romanzo horror del 2010 dello scrittore svedese John Ajvide Lindqvist.
La prima edizione italiana del romanzo è stata pubblicata nel 2013 da Marsilio Editore.

## Trama
Lennart Cederström è un ex cantante pop ormai in declino, un giorno si reca nel bosco in cerca di funghi e ritrova una neonata avvolta in un sacchetto di plastica. Cercando di capire se è ancora in vita, soffia sul volto della bambina, la quale emette un suono equivalente ad un perfetto mi. L'uomo decide così di tenere la bambina, la chiude in un seminterrato per nasconderla e la chiama Theres. La bambina cresce completamente incapace di manifestare emozioni, ma con una voce incredibile, ormai l'ossessione di Lennart. Ormai ragazzina, Theres partecipa ad un talent show cercando di diventare una stella. L'amicizia via internet con Teresa, grande fan della ragazzina e a sua volta sola come lei, creerà un legame fortissimo, cementato dai versi scritti da Teresa e dalle note di Theres. Le due ragazze, che ormai si sentono come lupi solitari, cercheranno la loro vendetta verso il mondo dopo aver trovato il resto del branco. 

## Edizioni
- John Ajvide Lindqvist, Una piccola stella, traduzione di Alessandro Bassini, Marsilio Editori, 2013,  p. 494, ISBN 978-88-317-1461-7.